# Wilfried Sanou
Wilfried Sanou (Bobo-Dioulasso, 16 marzo 1984) è un ex calciatore burkinabé, attaccante.